# Carinocythereis whiteii
Carinocythereis whiteii är en kräftdjursart som först beskrevs av Baird 1850.  Carinocythereis whiteii ingår i släktet Carinocythereis och familjen Trachyleberididae. Inga underarter finns listade.